# Swimmer
Swimmer (スイマー?, Suimā) è un videogioco d'azione per arcade sviluppato e pubblicato dalla Tehkan (poi divenuta Tecmo) nel 1982.
Venne incluso ventitre anni dopo (nel 2005) nella raccola esclusiva per Xbox Tecmo Arcade Classics.

## Modalità di gioco
Il giocatore controlla un umano che nuota nel fiume, schivando a destra e a sinistra e tuffandosi per non scontrare con animali marini e tronchi di legno, e mira all'isola del tesoro come obiettivo finale. Fondamentalmente, può solo evitare gli ostacoli, ma se acquisisce un power-up che appare di tanto in tanto, diventa forte per un certo periodo di tempo e sarà in grado di sconfiggere nemici diversi dal boss. Le prime tre fasi sono a scorrimento verticale, le quali vengono completate riuscendo a evitare un granchio gigante che appare alla fine. La quarta fase è a schermata fissa, e la condizione di completamento è eliminare tutti i piranha con il suddetto power-up che scorre dall'alto. Ci sono quattro fasi in totale, e dopo averla superata, andrà in loop.
Lungo il fiume si possono anche raccogliere vari tipi di frutta che semplicemente fanno guadagnare punti. Infine, quando le vite a disposizione vengono esaurite, viene data un'unica possibilità al giocatore di continuare la partita scegliendo al primo colpo il numero imposto dalla CPU in una lista da 10 a 90.